# PB에어
PB에어(영어: PBair)는 태국의 저비용 항공사로 본사는 방콕 왓타나에 위치해 있으며 허브 공항은 수완나품 공항이 있다.

## 역사
1990년 설립 했으며 태국에서 가장 큰 양조장을 운영하고 있던 업체가 비행기 취항을 했다. 1995년 전세편이 인가를 받았고 1997년에 취항을 시작하기 위해 인가를 받고 1999년 2월에 취항했다. 하지만 2009년 상당한 손실을 입으면서 현재는 운항이 중단되었다.

## 보유 기종

### ATR
- ATR 72-500 2대

## 사진

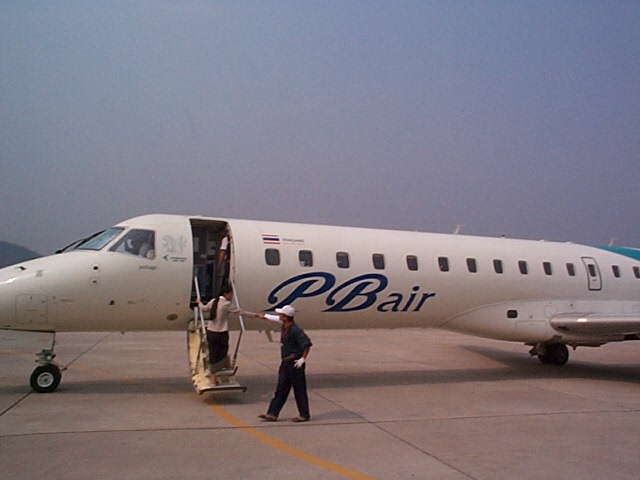
PB에어의 ERJ-145
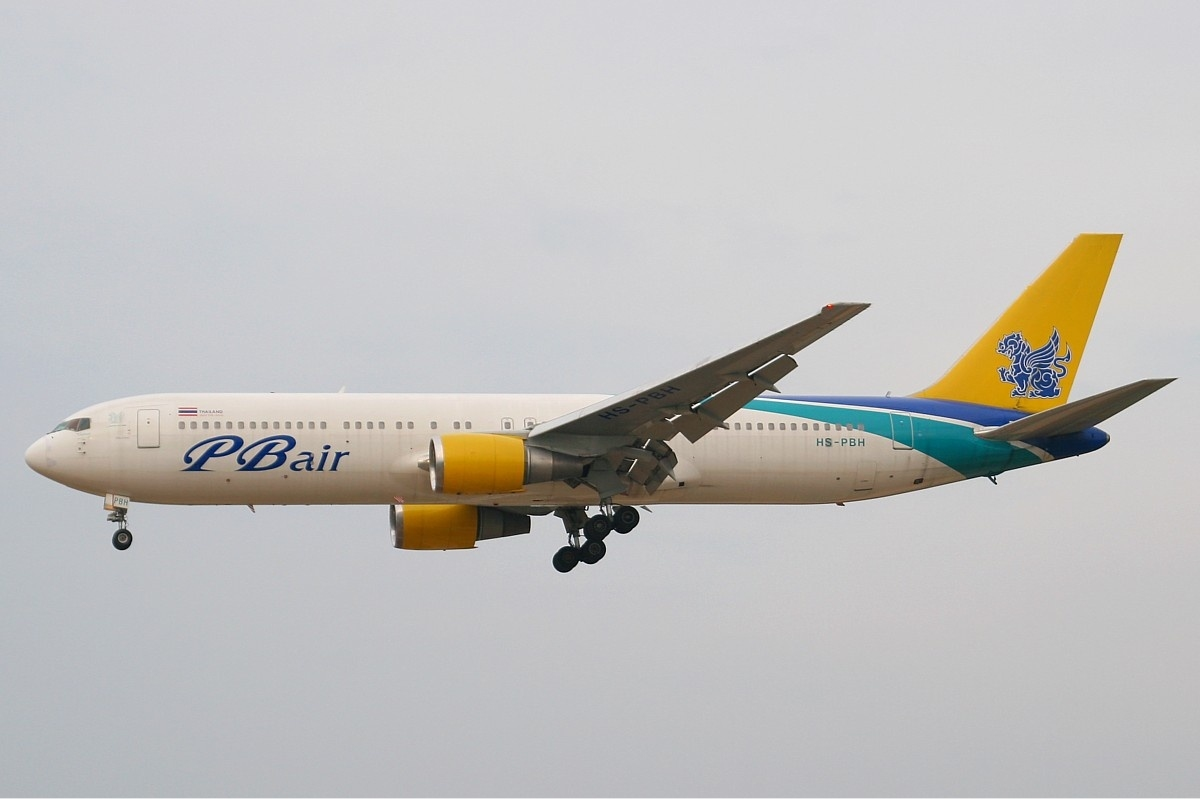
PB에어의 보잉 767-300ER